# Lost in the Sound of Separation
Lost in the Sound of Separation är det amerikanska bandet Underoaths sjätte studioalbum. Det släpptes på Solid State Records den 30 augusti 2008.

## Låtlista
1. "Breathing in a New Mentality" - 2:37
2. "Anyone Can Dig A Hole But It Takes A Real Man To Call It Home" - 3:16
3. "A Fault Line. A Fault of Mine" - 3:22
4. "Emergency Broadcast :: The End Is Near" - 5:44
5. "The Only Survivor Was Miraculously Unharmed" - 3:09
6. "We Are The Involuntary" - 4:10
7. "The Created Void" - 4:02
8. "Coming Down Is Calming Down" - 3:15
9. "Desperate Times, Desperate Measures" - 3:28
10. "Too Bright To See, Too Loud To Hear'" - 4:31
11. "Desolate Earth :: The End is Here" - 4:07